# Municipio de Ferguson (Arkansas)
Ferguson Township es una subdivisión territorial del condado de Yell, Arkansas, Estados Unidos. Según el censo de 2020, tiene una población de 1163 habitantes.
Es una subdivisión exclusivamente geográfica, por cuanto el estado de Arkansas no utiliza la herramienta de los townships como Gobiernos municipales.

## Geografía
La subdivisión está ubicada en las coordenadas 35°04′56″N 93°28′01″O / 35.08222, -93.46694 (35.082085, -93.46705). Según la Oficina del Censo de los Estados Unidos, tiene una superficie total de 139.99 km², de la cual 138.45 km² corresponden a tierra firme y 1.54 km² están cubiertos de agua.

## Demografía
Según el censo de 2020, hay 1163 personas residiendo en la zona. La densidad de población es de 8.40 hab./km². El 74.89 % de los habitantes son blancos, el 1.72 % son afroamericanos, el 0.86 % son amerindios, el 4,73 % son asiáticos, el 0.17 % son isleños del Pacífico, el 10.06 % son de otras razas y el 7.57 % son de una mezcla de razas. Del total de la población, el 13.59 % son hispanos o latinos de cualquier raza.